# Спенсър (бира)
Спенсър (на английски: Spencer Trappist Ale) е трапистка бира, произведена и бутилирана в пивоварната на траписткото абатство „Saint Joseph's Abbey“, в Спенсър, окръг Устър, щата Масачузетс, САЩ, чието производство започва през 2013 г. „Spencer“ e една от трапистките марки бира, заедно с „Achel“, „Westmalle“, „Westvleteren“, „Chimay“, „Orval“, „Rochefort“, „La Trappe“, „Engelszell“, и „Zundert“ които имат правото да носят знака „Автентичен трапистки продукт“ (Authentic Trappist Product), обозначаващ спазването на стандартите на „Международната трапистка асоциация“.

## История
Абатството „Сейн Джоузеф“ е основано през 1950 г. от 80 монаси – траписти, които идват от предишния си манастир в Кимбърланд, Роуд Айлънд, който е силно повреден от пожар през 1950 г. В Спенсър монасите притежават фермата „Alta Crest“, която става основа на бъдещия манастир. Започва преустройството на стопанските сгради на фермата за нуждите на монашеското братство. На 19 март 1952 г. е положен първия камък за строежа на манастирската църква и на 15 август 1953 г. в новия храм е отслужена първата меса. Абатството има успешно манастирско стопанство, чрез което се самоиздържа. През 1954 г. монасите започват да приготвят сладко от плодовете в манастирската градина.
През 2013 г. в абатството започва строеж на манастирската пивоварна, която е наречена „Spencer Brewery LLC“. Първата американска трапистка бира „Spencer Trappist Ale“ e разработена в тясно сътрудничество с монасите от абатство Шиме.
Спенсър е плътен, златист трапистки блонд ейл с плодови акцент, със сух финал и лека хмелна горчивина. бирата е нефилтрирана и непастьоризирана, с реферментация в бутилката 
На заседание на Международната трапистка асоциация на 10.12.2013 г., след извършена проверка на пивоварната, е взето решение за присъждане логото „Автентичен трапистки продукт“ на първата американска трапистка бира. 